# 陸善經
陸善經，名該，以字行，吳郡吳（今蘇州）人。唐代經學家。

## 事跡
其事跡因未列傳正史，並不清晰。據虞萬里考證，善經約生於則天后久視年以前。他詳熟經史、小學，尤精于禮儀。初為河南倉曹參軍。開元十五年（727），蕭嵩推薦他參與編纂《大唐開元禮》。隨後張九齡又推薦他參與編纂《唐六典》。遷集賢院直學士。開元二十七年（739），皇帝命陸善經詳核三祫五禘之禮。

## 家庭
善經乃陸玩之子陸始的後裔，陸孜的玄孫。有子陸珽、陸鼎，珽因被牽連進李少良彈劾元載事件而遭殺害，陸鼎官至右補闕。

## 著作
陸善經的著作已大部散佚。其中一部分文字通過文選、史記等書註疏者的引用而得以保存下來。
- 《新字林》
- 《孟子註》
- 《文選註》，該注的一部分保留于日本金澤文庫舊藏平安時代寫本《文選集註》。[1]
- 《史記決疑》，該注的一部分保留于平安時代延久五年（1073）國子生大江家國所抄《史記》殘三卷（呂后、孝文、孝景）。[2]
- 《汉书新注》
- 《增廣同姓名錄》